# Płonki
Płonki – wieś sołecka w Polsce położona w województwie lubelskim, w powiecie puławskim, w gminie Kurów, nad Kurówką.
Wieś stanowi sołectwo gminy Kurów. Według Narodowego Spisu Powszechnego z roku 2011 wieś liczyła 804 mieszkańców.
Wieś szlachecka położona była w drugiej połowie XVI wieku w powiecie lubelskim województwa lubelskiego. W latach 1975–1998 miejscowość administracyjnie należała do ówczesnego województwa lubelskiego.
Wierni Kościoła rzymskokatolickiego należą do parafii Narodzenia Najświętszej Maryi Panny i św. Michała Archanioła w Kurowie.

## Historia
Pierwsza wzmianka o miejscowości pochodzi z 12 lipca 1418 roku. Kolejna wzmianka dotyczy pastwisku Płonka koło Kurowa pochodzi z 6 stycznia 1442 roku.

W latach 1456–1465 Płonki leżały w powiecie kurowskim. Po III rozbiorze Polski wieś znalazła się na terenie Galicji Zachodniej w zaborze austriackim, najpierw w cyrkule józefowskim, a od 1803 w cyrkule lubelskim. Od 1809 do 1815 roku Płonki należały do powiatu Kazimierz Dolny, departamentu lubelskiego, Księstwa Warszawskiego. Potem należały do obwodu lubelskiego w województwie lubelskim, Królestwie Polskim. Po likwidacji Królestwa Polskiego znalazły się w guberni lubelskiej.

Między 1 a 3 sierpnia 1915 roku między Kurowem, Kolonią Olesin i Płonkami armia niemiecko–austriacka toczyła ciężkie walki z wojskami rosyjskimi. W 1921 r. wieś liczyła około 754 mieszkańców.

## Straż pożarna
- We wsi funkcjonuje Ochotnicza straż pożarna dysponująca odremontowaną remizą strażacką.

## Sport
- kort tenisowy w pobliżu „Bali”
- Od 1998 roku przez Płonki przebiega trasa corocznego Wyścigu Kolarskiego o Puchar Katolickiego Stowarzyszenia Młodzieży w Kurowie.